# Noidant-le-Rocheux
Noidant-le-Rocheux é uma comuna francesa na região administrativa de Grande Leste, no departamento de Haute-Marne. Estende-se por uma área de 16,49 km². Em 2010 a comuna tinha 156 habitantes (densidade: 9,5 hab./km²).